# تپه هفته
تپه بازنه در شهرستان شازند، بخش مرکزی، شهرشهبازبازنه واقع شده و این اثر در تاریخ ۱۰ دی ۱۳۸۱ با شمارهٔ ثبت ۶۶۰۰ به‌عنوان یکی از آثار ملی ایران به ثبت رسیده‌است.